# Права незаконного вселенца
«Права незаконного вселенца» (англ. Squatter's Rights) — короткометражный анимационный фильм 1946 года, созданный при помощи техниколора компанией Walt Disney Productions. Мультфильм повествует о противостоянии Плуто с Чипом и Дейлом, которые поселились в охотничьей хижине Микки Мауса. «Права незаконного вселенца» стал 119-м по счёту мультфильмом про Микки Мауса, а также единственным анимационном фильмом, выпущенным в 1946 году.
Режиссёром короткометражки выступил Джек Ханна. Чипа и Дейла озвучила Десси Флинн, а Плуто — Пинто Колвиг. Голосом Микки Мауса выступили Уолт Дисней и Джимми Макдональд, причём последний дебютировал в роли Микки. Актёр продолжал озвучивать персонажа в течение следующих 30 лет. Кроме того, здесь состоялось первое послевоенное появление Микки. В некоторых сценах была добавлена переработанная анимация Микки Мауса из короткометражного фильма «Указатель» 1939 года, в то время как новую анимацию для Микки предоставил Пол Марри, получивший широкую известность в качестве художника комиксов Диснея.
Премьера мультфильма «Права незаконного вселенца» состоялась 7 июня 1946 года. За показ отвечала компания RKO Pictures. В 1947 году мультфильм был номинирован на премию Американской киноакадемии за лучший анимационный короткометражный фильм на 19-й церемонии вручения премии «Оскар», однако проиграл короткометражке «Кошачий концерт» из франшизы «Том и Джерри».

## Сюжет
Однажды зимним утром бурундуки Чип и Дейл просыпаются в дровяной печи, переоборудованную под их дом. Печь расположена в охотничьей хижине Микки Мауса, по всей видимости пустовавшей какое-то время. В тот же день Микки и Плуто приезжают в хижину, чтобы подготовиться к охотничьему сезону.
Вскоре Плуто обнаруживает, что в печи поселились бурундуки, и помогает Микки разжечь огонь, намереваясь выкурить их. Распознав замысел Плуто, Чип и Дейл успевают задуть спички и погасить подожжённую газету прежде, чем огонь попадает на дрова. В конечном итоге Плуто передаёт Микки банку керосина, из-за чего бурундукам приходится покинуть своё убежище. Чип и Дейл вынимают спичку из тайника под плитой и, вставив в ботинок Микки, поджигают её. Тот приходит к выводу, что виноват Плуто (поскольку бурундуки подбрасывают псу в рот использованную спичку) и начинает ругать его (Микки не догадывается о присутствии бурундуков на протяжении всей короткометражки), после чего быстро прощает.
Когда Микки уходит за дровами, Плуто пускается в погоню за Чипом и Дейлом, преследуя их по всей комнате. Чип успевает спрятаться в миске Плуто, но тот обнаруживает его присутствие, выпив половину содержащегося в миске молока. Бурундуки убегают от Плуто по столу, однако, во время погони пёс случайно застревает в дуле висящей над камином винтовки Микки. При попытке высвободить нос Плуто обнаруживает, что чем отчаянней он рвётся в обратную сторону, тем активнее взводится курок заряженного ружья. В то же время он продолжает скользить задними лапами по столу, отчего тот отъезжает назад. В результате Плуто срывается, но избегает раздавшегося выстрела. Винтовка падает ему на голову, что приводит к потере сознания. Чип и Дейл проливают на него кетчуп, создавая видимость кровотечения.
Микки, услышав звук выстрела, возвращается обратно. Затем он видит Плуто и, посчитав, что тот умер, начинает оплакивать своего любимца. Тем не менее, Плуто приходит в себя и принимается утешать Микки, однако, заметив кетчуп, бросается в панику, принимая пищевую добавку за кровь. Микки в спешке убегает на руках с Плуто в поисках помощи (Плуто конечно не пострадал от ружья, но он с ним всё-таки пошли в поисках помощи, так как у него нечто другое, а не рана, что даёт возможность всё-таки звать на помощь, ведь до прихода Микки он пережил кое-что неприятное), в то время как Чип и Дейл радостно поздравляют друг друга, отстояв своё «право собственности».

## Роли озвучивали
- Уолт Дисней и Джимми Макдональд — Микки Маус
- Пинто Колвиг — Плуто
- Десси Флинн — Чип и Дейл

## Производство
Производство мультфильма «Права незаконного вселенца» началось весной 1944 года и завершилось к январю 1946 года.

## Издания
7 декабря 2004 года мультфильм был выпущен в составе сборника Walt Disney Treasures: The Complete Pluto: 1930-1947.